# Eremobates nodularis
Eremobates nodularis är en spindeldjursart som beskrevs av Muma 1951. Eremobates nodularis ingår i släktet Eremobates och familjen Eremobatidae. Inga underarter finns listade i Catalogue of Life.